# Дельтур, Карлос
Карлос Дельтур (фр. Carlos Deltour; 8 апреля 1864, Гвадалахара — 29 мая 1920, Камбо-ле-Бен) — французский гребец, бронзовый призёр летних Олимпийских игр 1900.
На Олимпийских играх участвовал только в парном разряде. Вместе с Антуаном Ведренном и рулевым Раулем Паоли сначала выиграл полуфинальную гонку с результатом 6:33,4, а затем в финале занял третье место, пройдя дистанцию за 7:00,4.